# 론 맥거브니
로널드 맥거브니(Ronald McGovney, 1962년 11월 2일) 미국 헤비메탈 밴드 메탈리카의 전 베이시스트이다.